# Homaliodendron montagneanum
Homaliodendron montagneanum är en bladmossart som beskrevs av Fleischer 1906. Homaliodendron montagneanum ingår i släktet Homaliodendron och familjen Neckeraceae. Inga underarter finns listade i Catalogue of Life.